# Bugatti Centodieci

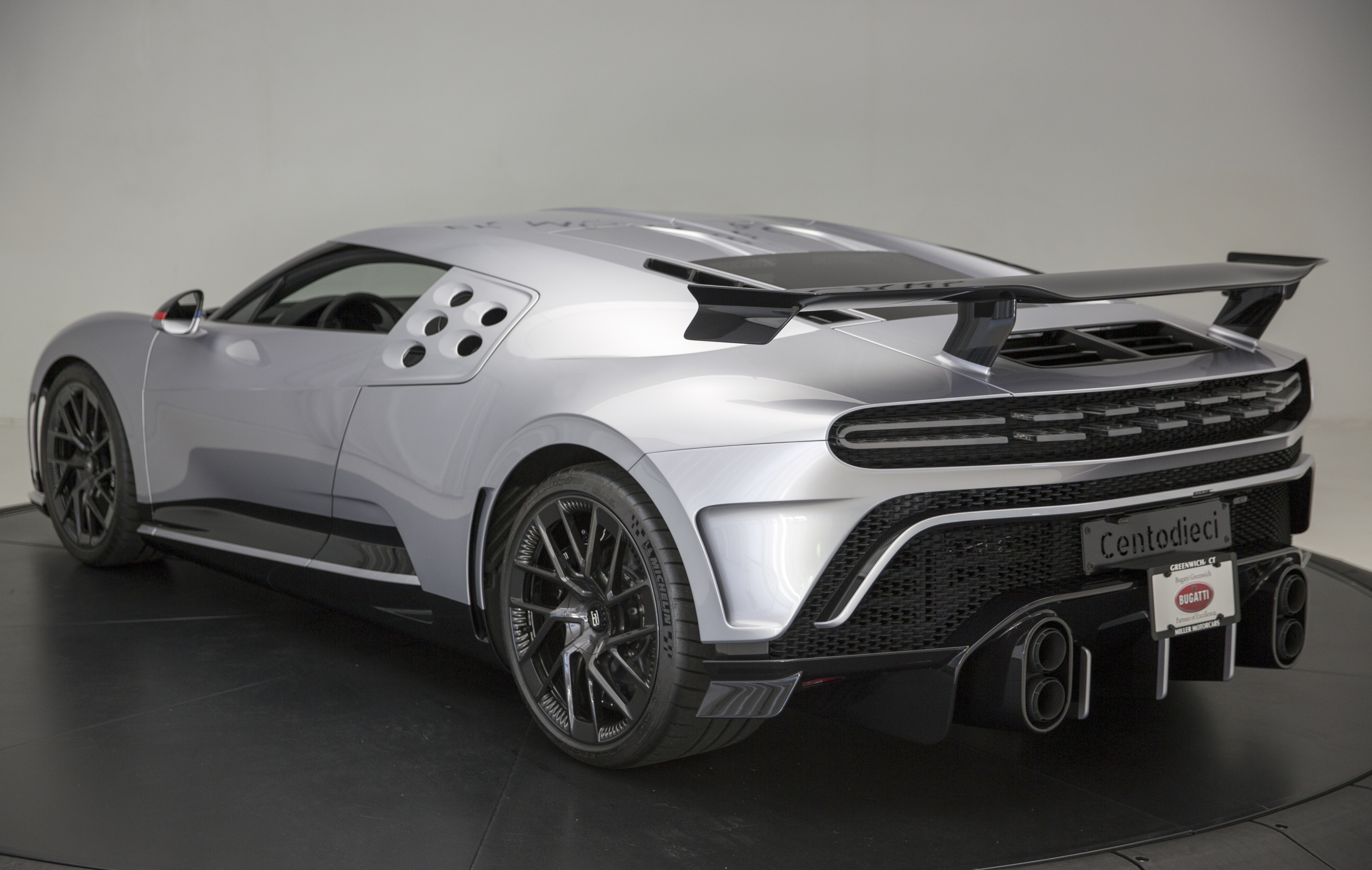
Heckseitenansicht

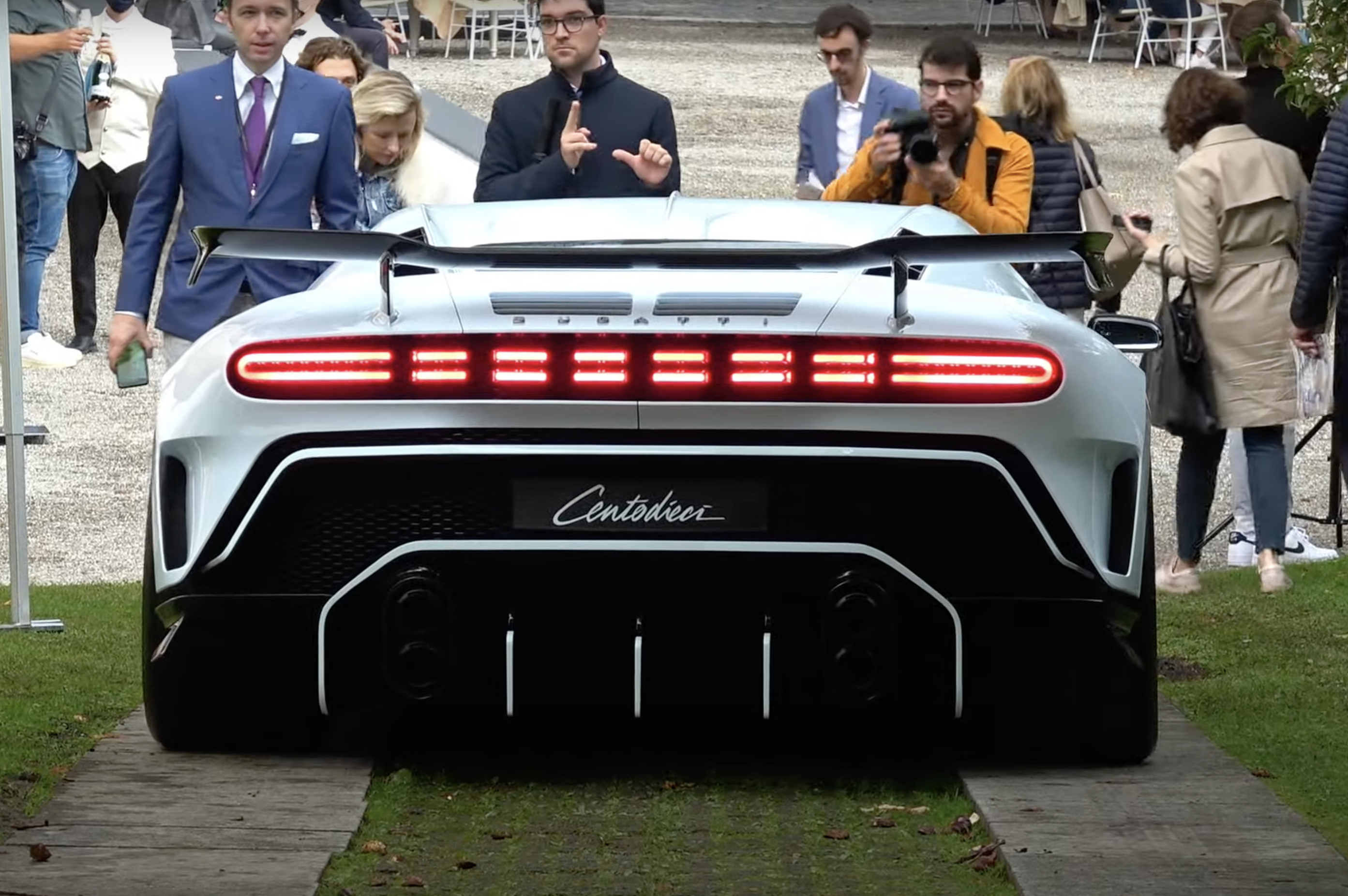
Heckansicht

Der Bugatti Centodieci ist ein straßenzugelassener Supersportwagen des französischen Automobilherstellers Bugatti Automobiles. Das Fahrzeug basiert auf dem Bugatti Chiron und wurde im August 2019 im Rahmen des Pebble Beach Concours d’Elegance präsentiert. Es ist auf zehn Exemplare limitiert, die bereits alle bei der Vorstellung verkauft waren. Der Kaufpreis betrug ohne Steuern 8 Millionen Euro.

## Hintergrund
„Centodieci“ ist der italienische Begriff für die Zahl „110“. Der Name des Fahrzeugs wurde anlässlich des 110. Geburtstags von Bugatti gewählt. Außerdem stellt er eine Hommage an den zwischen 1991 und 1995 gebauten Bugatti EB110 dar, an den die Form des Centodieci erinnert.

## Fahrzeugcharakteristik
Wie der EB110 SS hat der Centodieci einen Heckflügel, dessen Anstellwinkel hier aber verstellbar ist. Weiteren Abtrieb erzeugt ein Diffusor am Heck. Zugunsten einer effizienten Motorkühlung hat das Fahrzeug am Heck eine breite Luftaustrittsöffnung.
Der Achtliter-W16-Mittelmotor leistet mit 1176 kW (1600 PS) mehr als im Chiron oder Divo. Durch einen zusätzlichen Lufteinlass kann die Temperatur des leistungsgesteigerten Motors weiterhin zuverlässig reguliert werden. Wie im Divo ist die Höchstgeschwindigkeit auf 380 km/h elektronisch begrenzt. Auf 100 km/h soll der Centodieci in 2,4 Sekunden beschleunigen können, 200 km/h sollen nach 6,1 Sekunden und 300 km/h nach 13,1 Sekunden erreicht sein. Unter anderem durch leichtere Scheibenwischer und Stabilisatoren aus kohlenstofffaserverstärktem Kunststoff ist der Centodieci 20 kg leichter als der Chiron.

## Technische Daten
|                                 | Bugatti Centodieci                      |
| ------------------------------- | --------------------------------------- |
| Bauzeitraum                     | 03/2022–12/2022                         |
| Zylinder/Motorbauart            | 16/Doppel-VR-Motor                      |
| Hubraum                         | 7993 cm³                                |
| Motoraufladung                  | 4 Abgasturbolader mit Registeraufladung |
| max. Leistung bei min−1         | 1176 kW (1600 PS) bei 7050–7100         |
| max. Drehmoment bei min−1       | 1600 Nm bei 2250–7000                   |
| Antrieb                         | Allradantrieb                           |
| Getriebe                        | 7-Gang-Doppelkupplungsgetriebe          |
| Leergewicht                     | 1995 kg                                 |
| Höchstgeschwindigkeit vmax      | 380 km/h (1)                            |
| Beschleunigung, 0–100 km/h      | 2,4 s                                   |
| Beschleunigung, 0–200 km/h      | 6,1 s                                   |
| Beschleunigung, 0–300 km/h      | 13,1 s                                  |
| Kraftstoffverbrauch, kombiniert | 21,5 l/100 km Super Plus                |
| CO2-Emission, kombiniert        | 487 g/km                                |
| Abgasnorm                       |                                         |
| Grundpreis, netto               | 8.000.000 €                             |